# Perfume of the Timeless
«Perfume of the Timeless» es un sencillo de la banda finlandesa de metal sinfónico Nightwish, el primero de su décimo álbum de estudio, Yesterwynde. Se lanzó el 21 de mayo de 2024. El sencillo es la primera canción publicada de la banda con Jukka Koskinen al bajo, en reemplazo de Marko Hietala. Antes de su lanzamiento, Tuomas Holopainen la había descrito como una canción de ocho minutos y medio, con el estribillo a las 3:30.

## Arte de tapa
La portada del sencillo presenta una fotografía del artista inglés Frank Meadow Sutcliffe, en la que aparece una joven ayudando a una mujer mayor a enrollar lana. Fue tomada a finales del siglo XIX en North Yorkshire, Inglaterra. La portada de Nightwish es una edición de esta fotografía, con la vocalista Floor Jansen reemplazando a la joven.

## Personal
- Tuomas Holopainen – Tecladista
- Emppu Vuorinen – Guitarrista
- Floor Jansen – Vocalista femenina
- Kai Hahto – Baterista
- Troy Donockley – Gaitero, voz masculina y voz de respaldo